# Valeille (Loire)
Pour les articles homonymes, voir Valeille.
Valeille est une commune française située dans le département de la Loire, en région Auvergne-Rhône-Alpes.

## Géographie
Valeille se situe dans la plaine du Forez et aux piémonts des monts du Lyonnais. La RD 10 fait la limite entre ces deux entités.
La commune est distante de 26 km de Montbrison, sa sous-préfecture, et 37 km de sa préfecture, Saint-Étienne.
| Feurs                   | Salt-en-Donzy        | Saint-Barthélemy-Lestra |
|                         | Valeille             |                         |
| Saint-Laurent-la-Conche | Saint-Cyr-les-Vignes | Virigneux               |

### Climat
Pour des articles plus généraux, voir Climat d'Auvergne-Rhône-Alpes et Climat de la Loire.
En 2010, le climat de la commune est de type climat des marges montargnardes, selon une étude du Centre national de la recherche scientifique s'appuyant sur une série de données couvrant la période 1971-2000. En 2020, Météo-France publie une typologie des climats de la France métropolitaine dans laquelle la commune est exposée à un climat de montagne ou de marges de montagne et est dans la région climatique  Nord-est du Massif Central, caractérisée par une pluviométrie annuelle de 800 à 1 200 mm, bien répartie dans l’année. 
Pour la période 1971-2000, la température annuelle moyenne est de 10,7 °C, avec une amplitude thermique annuelle de 16,7 °C. Le cumul annuel moyen de précipitations est de 739 mm, avec 8,5 jours de précipitations en janvier et 6,8 jours en juillet. Pour la période 1991-2020, la température moyenne annuelle observée sur la station météorologique de Météo-France la plus proche, « Feurs », sur la commune de Feurs à 7 km à vol d'oiseau, est de 12,1 °C et le cumul annuel moyen de précipitations est de 650,3 mm,. Pour l'avenir, les paramètres climatiques de la commune estimés pour 2050 selon différents scénarios d'émission de gaz à effet de serre sont consultables sur un site dédié publié par Météo-France en novembre 2022.

## Urbanisme

### Typologie
Au 1er janvier 2024, Valeille est catégorisée commune rurale à habitat dispersé, selon la nouvelle grille communale de densité à sept niveaux définie par l'Insee en 2022.
Elle est située hors unité urbaine. Par ailleurs la commune fait partie de l'aire d'attraction de Feurs, dont elle est une commune de la couronne,. Cette aire, qui regroupe 16 communes, est catégorisée dans les aires de moins de 50 000 habitants,.

## Héraldique
| Blason de Valeille | Blason  | Coupé: au 1) parti au 1a) de gueules au dauphin d'or, au 1b) de gueules à deux clés d'argent passées en sautoir et à l'épée basse d'or brochant sur les clés, au 2) d'azur à deux canettes sans pattes d'argent accompagnées en pointe d'un roseau à massette d'or; et, brochant sur le coupé, au chevron renversé d'or chargé en pointe du clocher de la chapelle du lieu et sur chaque branche d'un pont plat isolé posé dans le sens de sa branche, tous de sable. |
| Blason de Valeille | Détails | Le statut officiel du blason reste à déterminer. |

## Politique et administration
| Période                                  | Période   | Identité       | Étiquette | Qualité |
| ---------------------------------------- | --------- | -------------- | --------- | ------- |
| Les données manquantes sont à compléter. |           |                |           |         |
| mars 2001                                | mars 2008 | Gérard Chavot  |           |         |
| mars 2008                                | En cours  | Robert Flamand |           |         |

## Démographie
L'évolution du nombre d'habitants est connue à travers les recensements de la population effectués dans la commune depuis 1793. Pour les communes de moins de 10 000 habitants, une enquête de recensement portant sur toute la population est réalisée tous les cinq ans, les populations de référence des années intermédiaires étant quant à elles estimées par interpolation ou extrapolation. Pour la commune, le premier recensement exhaustif entrant dans le cadre du nouveau dispositif a été réalisé en 2005.

En 2022, la commune comptait 680 habitants, en évolution de −6,72 % par rapport à 2016 (Loire : +1,32 %, France hors Mayotte : +2,11 %).
| 1793 | 1800 | 1806 | 1821 | 1831 | 1836 | 1841 | 1846 | 1851 |
| ---- | ---- | ---- | ---- | ---- | ---- | ---- | ---- | ---- |
| 700  | 410  | 456  | 568  | 570  | 605  | 612  | 695  | 627  |

| 1856 | 1861 | 1866 | 1872 | 1876 | 1881 | 1886 | 1891 | 1896 |
| ---- | ---- | ---- | ---- | ---- | ---- | ---- | ---- | ---- |
| 645  | 652  | 633  | 633  | 680  | 660  | 694  | 730  | 696  |

| 1901 | 1906 | 1911 | 1921 | 1926 | 1931 | 1936 | 1946 | 1954 |
| ---- | ---- | ---- | ---- | ---- | ---- | ---- | ---- | ---- |
| 678  | 642  | 597  | 530  | 555  | 520  | 514  | 532  | 497  |

| 1962 | 1968 | 1975 | 1982 | 1990 | 1999 | 2005 | 2006 | 2010 |
| ---- | ---- | ---- | ---- | ---- | ---- | ---- | ---- | ---- |
| 457  | 428  | 397  | 391  | 470  | 518  | 573  | 579  | 665  |

| 2015 | 2020 | 2022 | - | - | - | - | - | - |
| ---- | ---- | ---- | - | - | - | - | - | - |
| 717  | 690  | 680  | - | - | - | - | - | - |

## Lieux et monuments

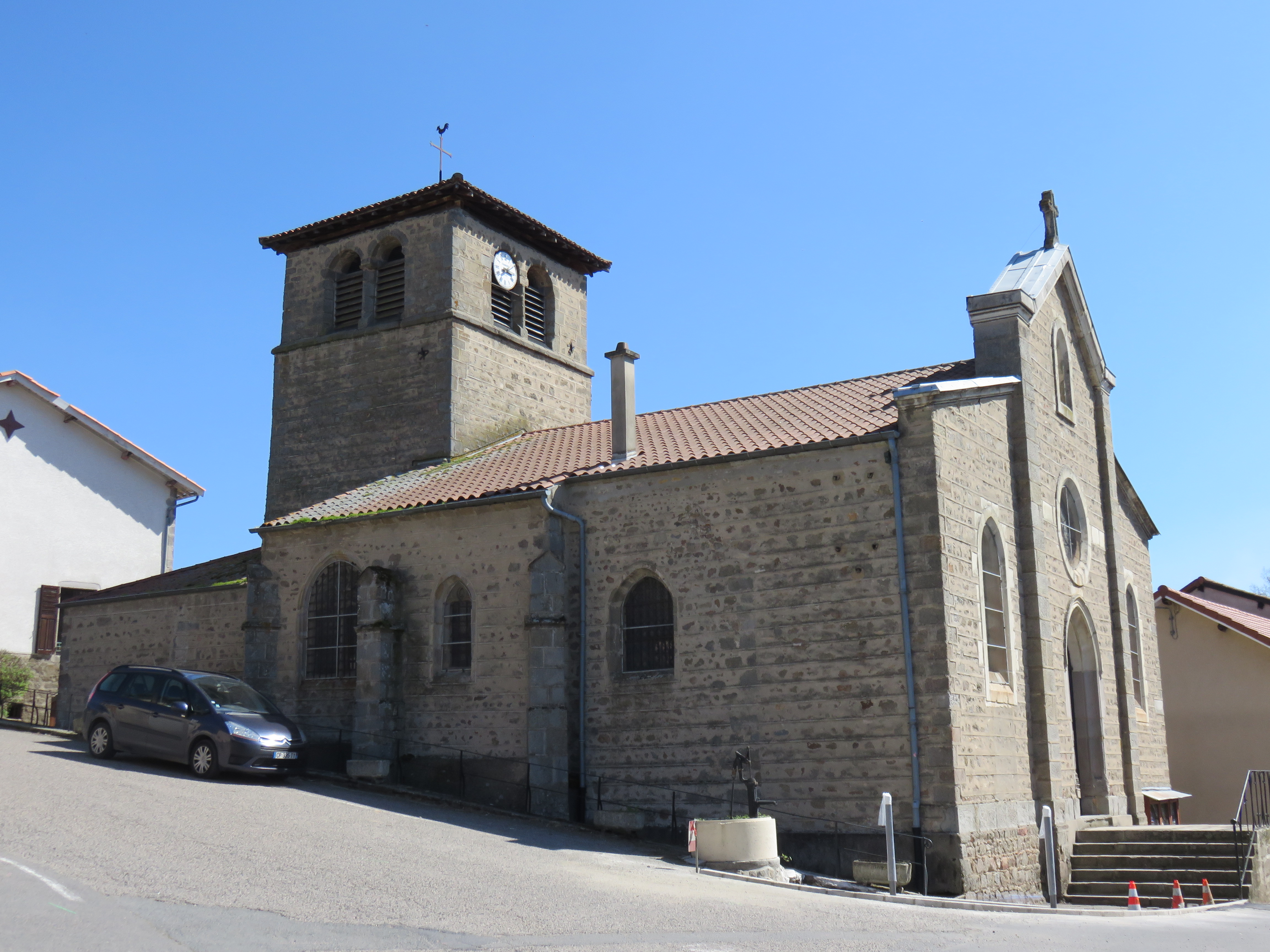
L'église Saint-Pierre de Valeille.

- Église Saint-Pierre-et-Saint-Pancrace de Valeille.
- Eglise Gallicane Paroisse Saint François d'Assise, Boissailles. 42110 Valeille